# Wild Dances (dal)
A Wild Dances (ukránul Дикі танці (Dyki tantsi), magyarul Vad Táncok) volt az Ukrajnát képviselő győztes dal a 2004-es Eurovíziós Dalfesztiválon, melyet Ruszlana Lizsicsko adott elő ukrán és angol kevert nyelven.

## Az Eurovíziós Dalfesztivál
Az Eurovíziós előadás alatt Ruszlana az ukrán népi hagyományt követő bőrruhát viselt, és a dal címének megfelelően energetikus táncot mutatott be öt táncos kíséretében.
A dalt először a 2004. május 12-i elődöntőben adták elő, a fellépési sorrendben tizenegyedikként, a görög Szákisz Ruvász Shake It című dala után, és a litván Linas és Simona What's Happened to Your Love? című dala előtt. A szavazás során kétszázötvenhat pontot kapott, mely a második helyet érte a huszonkét fős mezőnyben, így továbbjutott a döntőbe.
A május 15-i döntőben a fellépési sorrendben tizedikként adták elő, az albán Anjeza Shahini The Image of You című dala után, és a horvát Ivan Mikulić You Are The Only One című dala előtt. A szavazás során kétszáznyolcvan pontot kapott, mely az első helyet érte a huszonnégy fős mezőnyben. Ez volt Ukrajna első győzelme. A volt Szovjetunió tagállamai közül Észtország és Lettország után harmadikként tudtak nyerni a Dalfesztiválon.
A Wild Dances volt az első győztes dal a nyelvhasználatot korlátozó szabály 1999-es eltörlése óta, amely legalább részben nem angol nyelvű volt.
A következő ukrán induló a GreenJolly együttes Razom nas bahato című dala volt a hazai rendezésű 2005-ös Eurovíziós Dalfesztiválon.
A következő győztes a görög Élena Paparízu My Number One című dala volt.

## Egyéb megjelenések
A dal ukrán változata helyet kapott a Grand Theft Auto IV című videojátékban, ahol a Vladivostok FM rádióállomáson volt hallható, amely műsorvezetőjét maga Ruszlana alakította. 2018-ban azonban a lincenc lejárt, ezért azóta már nem található meg a játékban.

## Slágerlistás helyezések
| Slágerlisták (2004) | Lh.* |
| ------------------- | ---- |
| Ausztria            | 43   |
| Belgium Flandria    | 1    |
| Belgium Vallónia    | 25   |
| Egyesült Királyság  | 47   |
| Finnország          | 20   |
| Hollandia           | 30   |
| Svájc               | 24   |
| Svédország          | 8    |

*Lh. = Legjobb helyezés.

## Külső hivatkozások
- A dal szövege
- YouTube videó: A Wild Dances című dal előadása az isztambuli döntőben